# Compterosmittia pectinata
Compterosmittia pectinata är en tvåvingeart som först beskrevs av Freeman 1961.  Compterosmittia pectinata ingår i släktet Compterosmittia och familjen fjädermyggor. Inga underarter finns listade i Catalogue of Life.